# 海量

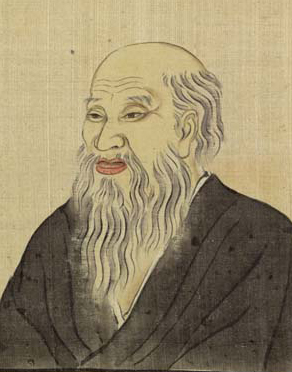
海量法師象『近世名家肖像』より

海量（かいりょう、享保18年8月14日（1733年9月21日） - 文化14年11月21日（1817年12月28日））は、江戸時代後期の浄土真宗の僧、教育者、歌人。字は寳器、または奉張。

## 略歴
近江国犬上郡の浄土真宗の寺（覚勝寺）に生まれる。父は法名を玄明と名乗り、母は彦根藩士・高瀬某の娘という。20歳の時に得度して真宗の教義を研究し、父の後継者として20数年を住職として過ごし、その後は四方を歴遊した。賀茂真淵に師事し、国学・歌学にも通じた。明和2年（1765年）に彦根城の南の里根村に草庵を営むんだものの、行脚の志は衰えず、100里の遠地に赴くにも隣家に行くようにして心のままにふるまった。

### 藩校の創設に尽力
寛政年間に近江国彦根藩主井伊直中に招かれ、藩学を興し人材を養うために各地の藩校を視察するよう命じられる。海量はいろいろ見た中でも熊本藩の時習館が建物としては完備されていると見なし、その図を元に設計建築し寛政11年（1799年）、藩校である弘道館を開く。海量はその後も教育の方針について献策し、藩主はその功徳に感じて彦根城の東にある石ヶ崎（石今崎）に草庵をつくらせた。海量は学舎はできたが、書物が備わらないことを顧みて、自ら長崎に赴き海外の珍しい書籍を購入し学校におさめた。

## 著作
歌集に「ひとよはな」がある。
- 桜渓海量『ひと夜花』書林 清燕堂版、漆山天童(1939年写)。

## 逸話
父の後を継いで覚勝寺の住職をしていたが、この寺を守っているだけではよくなかろうと、20数歳のときに、あちらこちらと周遊した。接する人々は、まさか、この時代に一向宗の僧侶が遍歴してしているとは思いもよらず、禅僧かと思った。